# Селезнёв, Фёдор Васильевич
Фёдор Васильевич Селезнёв (1921—1944) — старший сержант Рабоче-крестьянской Красной Армии, участник Великой Отечественной войны, Герой Советского Союза (1945).

## Биография
Фёдор Селезнёв родился в 1921 году в деревне Саввино (ныне — Дмитровский район Московской области). Окончил среднюю школу. В 1940 году Селезнёв был призван на службу в Рабоче-крестьянскую Красную Армию. С начала Великой Отечественной войны — на её фронтах.
К декабрю 1944 года старший сержант Фёдор Селезнёв командовал отделением 62-го отдельного понтонно-мостового батальона 2-й понтонно-мостовой бригады 46-й армии 2-го Украинского фронта. Отличился во время освобождения Венгрии. В ночь с 4 на 5 декабря 1944 года отделение Селезнёва собрало тридцатитонный паром и переправляло на нём боевую технику и пехоту на плацдарм на берегу Дуная в районе города Эрчи. Во время очередного рейса Селезнёв погиб.
Указом Президиума Верховного Совета СССР от 24 марта 1945 года старший сержант Фёдор Селезнёв посмертно был удостоен высокого звания Героя Советского Союза. Также был награждён орденами Ленина и Красной Звезды, рядом медалей.